# Fabien Bertrand
Fabien Bertrand (ur. 4 maja 1971) – francuski narciarz, specjalista narciarstwa dowolnego. Jego największym sukcesem jest srebrny medal w jeździe po muldach wywalczony podczas mistrzostw świata w Altenmarkt. Nie startował na igrzyskach olimpijskich. Najlepsze wyniki w Pucharze Świata osiągnął w sezonie 1992/1993, kiedy to zajął 32. miejsce w klasyfikacji generalnej, a w klasyfikacji jazdy po muldach był dziewiąty.
W 1998 r. zakończył karierę.

## Osiągnięcia

### Mistrzostwa świata
| Miejsce | Dzień     | Rok  | Miejscowość | Konkurencja      | Zwycięzca         |
| ------- | --------- | ---- | ----------- | ---------------- | ----------------- |
| 2.      | 13 marca  | 1993 | Altenmarkt  | Jazda po muldach | Jean-Luc Brassard |
| 5.      | 18 lutego | 1995 | La Clusaz   | Jazda po muldach | Edgar Grospiron   |

### Puchar Świata

#### Miejsca w klasyfikacji generalnej
- sezon 1990/1991: 87.
- sezon 1991/1992: 90.
- sezon 1992/1993: 32.
- sezon 1993/1994: 44.
- sezon 1994/1995: 34.
- sezon 1995/1996: 94.
- sezon 1996/1997: 119.
- sezon 1997/1998: –

#### Miejsca na podium
1. Tignes – 11 grudnia 1995 (Muldy podwójne) – 1. miejsce
2. La Plagne – 25 lutego 1993 (Jazda po muldach) – 1. miejsce